# Paralichthys coeruleosticta
Paralichthys coeruleosticta är en fiskart som beskrevs av Steindachner, 1898. Paralichthys coeruleosticta ingår i släktet Paralichthys och familjen Paralichthyidae. Inga underarter finns listade i Catalogue of Life.